# Histoire de la littérature ukrainienne
 (mars 2021).
Si vous disposez d'ouvrages ou d'articles de référence ou si vous connaissez des sites web de qualité traitant du thème abordé ici, merci de compléter l'article en donnant les références utiles à sa vérifiabilité et en les liant à la section « Notes et références ».
L'histoire de la littérature ukrainienne comprend les lois du processus historique et littéraire, les genres littéraires, les tendances, les œuvres de chaque écrivain, les caractéristiques de leur style et l'importance que revêt le patrimoine artistique dans le développement de la littérature ukrainienne.
La littérature ukrainienne a une histoire millénaire. Ses débuts remontent à la formation de la Rus' de Kiev. Cependant, même à l'époque préhistorique (avant le IXe siècle), les ancêtres des Ukrainiens avaient un art oral développé.

## Littérature de la Rus

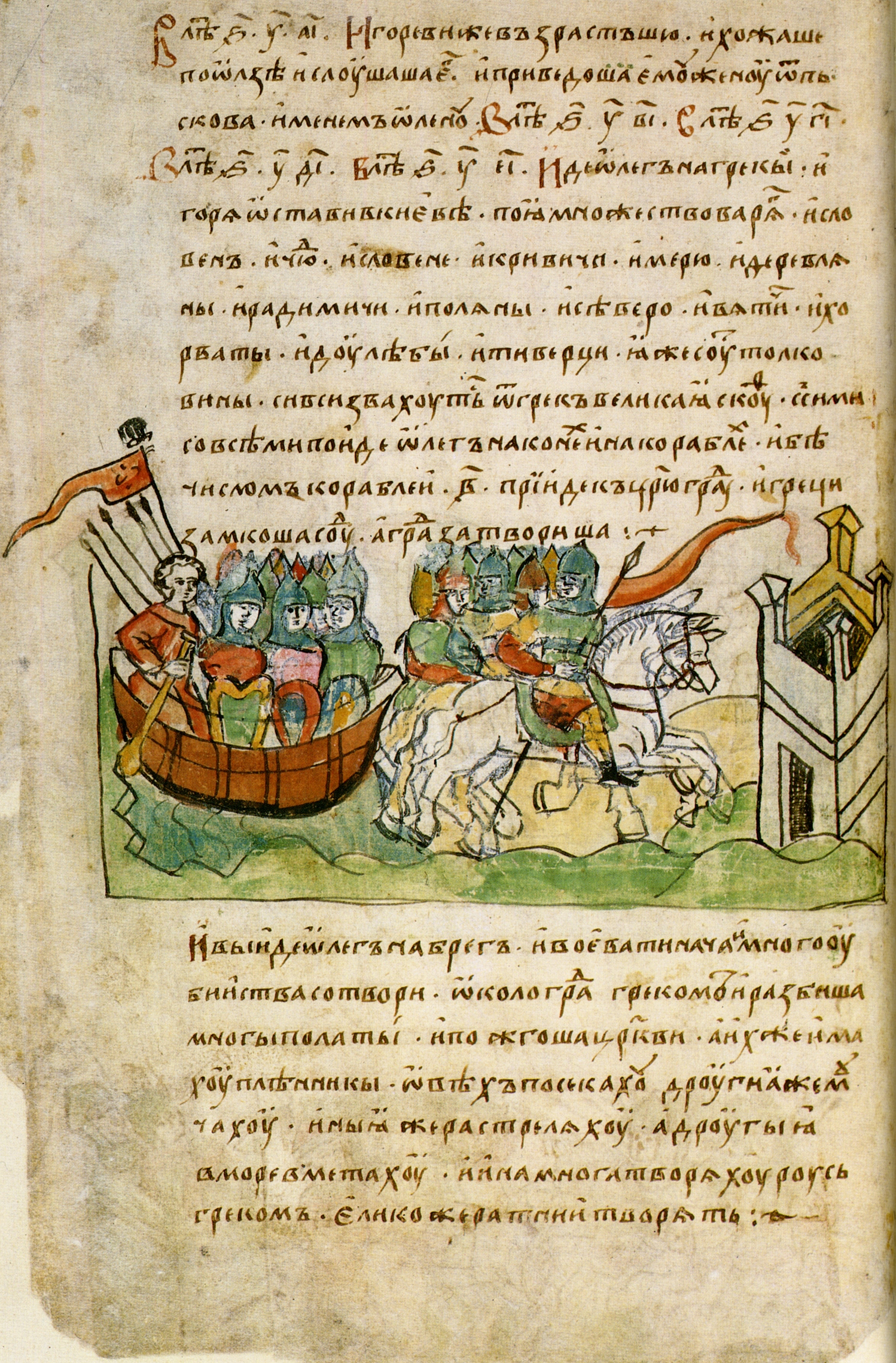
Chronique des temps passés

Le premier manuscrit remarquable de la Rus est la Chronique des temps passés, qui est non seulement une source d'informations historiques mais également un manuel de chansons épiques et de légendes datant de l'époque de la Rus. Le Dit de la campagne d'Igor est un chef-d'œuvre poétique de la littérature ancienne. Cette épopée héroïque a absorbé les meilleurs exemples de l'art populaire de cette époque et est devenue la propriété et la fierté de tout le monde slave.

## Littérature ukrainienne moderne
À la fin du XVIIIe siècle, le poème burlesque-travesti d'Ivan Kotliarevsky Eneyida a marqué l'émergence de la toute nouvelle langue littéraire ukrainienne et le début de la littérature ukrainienne moderne. Cette œuvre a absorbé les perles de l'humour ukrainien et reflète la vie folklorique. Le ton humoristique et satirique des œuvres de Kotliarevsky a été repris par d'autres écrivains, principalement des membres du cercle dit de Kharkiv (P. Gulak-Artemovsky, Yevhen Hrebinka). H. Kvitka-Osnovyanenko a également appartenu au cercle de Kharkiv et est le fondateur de la fiction ukrainienne, qui a rompu avec la tradition consistant à n'utiliser la langue ukrainienne que dans les genres comiques.

## La littérature ukrainienne sous la domination russe

### Sous l'URSS
Après la révolution, le processus littéraire a été particulièrement dramatique et complexe en Ukraine, comme dans toute l'URSS. D'une part, la littérature ukrainienne connaissait à cette époque un essor sans précédent. Sur une riche palette littéraire coexistaient différentes écoles, styles et tendances artistiques - du prolétariat radical, dont les théoriciens favorisaient la création d'une « culture purement prolétarienne » par des « moyens de laboratoire » (V. Blaktyny, G. Mikhaylichenko, Mykola Khvyliovy) au futurisme (Mykhaïl Semenko) et même au néoclassicisme, dont les représentants étaient guidés par la création d'un art de haute harmonie basé sur le développement d'échantillons classiques de la littérature mondiale (un groupe de néoclassicistes dirigé par Mykola Zerov).
De 1925 à 1928, une « discussion littéraire » a eu lieu. Il s'agissant une discussion publique sur les voies de développement, les idéologies, l'orientation esthétique et les objectifs de la nouvelle littérature soviétique ukrainienne, la place et le rôle de l'écrivain dans la société. La discussion est née des profondes différences de compréhension de la nature et du but de la créativité artistique parmi les écrivains ukrainiens, et de la concurrence idéologique et politique des organisations littéraires.
Cependant, la plupart des représentants de cette vague de renouveau ukrainien sont morts pendant la guerre civile, le Holodomor de 1932 à 1933, la Terreur rouge et les répressions bolcheviques des années 1930. Entre 1938 et 1954, environ 240 écrivains ukrainiens ont été réprimés, bien que beaucoup d'entre eux aient été des partisans du gouvernement soviétique, aient combattu pour lui et qui sont ensuite devenus écrivains après la révolution. Certains d'entre eux ont été fusillés, d'autres sont morts en prison, et le sort de certains d'entre eux est resté inconnu après les arrestations. Le poète Maxime Rylski, reconnu par les autorités soviétiques, a été arrêté et a passé dix ans dans les camps, accusé d'avoir participé à une organisation militaire ukrainienne mythique. Ostap Vyshnya, G. Kosynka, Mykola Zerov, Mykola Koulich, Yevhen Pluzhnyk et Mykhaïl Semenko ont été fusillés. Mykola Khvyliovy, qui avait tenté de sauver de nombreux camarades, s'est suicidé. Le théâtre expérimental "Berezil" a également été interdit, et son directeur - le réalisateur mondialement connu Les Kourbas - a été arrêté et abattu. Cette génération d'écrivains dans l'histoire de la littérature ukrainienne est connue sous le nom de « Renaissance fusillée ».
Malgré le cadre rigide du réalisme socialiste soviétique, les écrivains ukrainiens ont réussi à créer une littérature qui n'a pas perdu sa pertinence aujourd'hui. Il s'agit, tout d'abord, des œuvres de Pavlo Tytchyna, Maxime Rylski, V. Sosiura, Alexandre Dovjenko, Oles Hontchar et d'autres.

## Littérature ukrainienne contemporaine
La prose ukrainienne moderne est la littérature ukrainienne des dernières décennies, créée par des écrivains modernes. La littérature scientifique ne précise pas exactement à partir de quel point la littérature ukrainienne doit être considérée comme moderne. Toutefois, le concept de "littérature ukrainienne moderne" est le plus souvent compris comme un ensemble d'œuvres de fiction - écrites depuis l'indépendance de l'Ukraine en 1991 jusqu'à nos jours. Cette distinction est due à la disparition, après 1991, du style généralement contraignant du réalisme socialiste pour les artistes de l'URSS et à l'abolition de la censure soviétique. Des changements fondamentaux dans la littérature ukrainienne se sont produits pendant la Perestroïka (1985) et surtout après la catastrophe de Tchernobyl (1986). Certains chercheurs pensent que la littérature ukrainienne moderne commence dans les années 70, après la génération des années 60.

## Sources
- (en) Cet article est partiellement ou en totalité issu de l’article de Wikipédia en anglais intitulé « History of Ukrainian literature » (voir la liste des auteurs). L'article anglais se base principalement sur les sources suivantes :
  - В. М. Лесин, О. С. Пулинець Словник літературознавчих термінів. «Радянська школа», Київ, 1971
  - http://litopys.org.ua/chyzh/chy02.htm
  - Історія України / Керівник авт. Ю.Зайцев. Вид.2-ге зі змінами. //- Львів: Світ, 1998. — с 207 −212
  - Котляр М., Кульчицький С. Шляхами віків: Довідник з історії України// — К.: Україна,1993 — с 108—109.
  - Український самвидав: літературна критика та публіцистика (1960-і — початок 1970-х років): Монографія / О. Є. Обертас. — К. : Смолоскип, 2010. — 300 c.
  - Українська література в контексті соціокультурних перетворень ХХ століття: монографія / Т. Л. Шептицька ; М-во освіти і науки України, Київ. нац. ун-т ім. Т. Шевченка. — Київ: ВПЦ «Київ. ун-т», 2013. — 151 с.